# A+ Pollux
A+ Pollux ist eine französische Tragikomödie von Luc Pagès aus dem Jahr 2002. Als literarische Vorlage diente der Roman Le Chameau sauvage von Philippe Jaenada, der 1997 mit dem französischen Literaturpreis Prix de Flore ausgezeichnet worden war.

## Handlung
Während einer Bootsfahrt auf dem Nil blickt der 30-jährige Halvard auf eine schicksalhafte Begegnung und die darauffolgenden Ereignisse zurück:
Halvard schaut sich im Fernsehen einen Dokumentarfilm über Kamele in der Wüste an. Als ein Kurzschluss seinen Fernsehabend vorzeitig beendet, trifft er sich mit seiner Schwester Pascaline in einer Pariser Bar, wo sie ihm ihren neuen Freund Marc vorstellt, bei dem es sich um einen erfahrenen Moderator von Wildtierreportagen handelt. Nach einer Nacht im Gefängnis – ein alter Mann hat ihn fälschlicherweise beschuldigt, ihn verprügelt zu haben – trifft Halvard am Abend vor seinem Hauseingang auf die weinende Pollux. Ein Nachbar beschwert sich über den Krach und schüttet einen Eimer Wasser über ihr aus. Wütend zerstört Pollux ein Fenster und läuft vor einem eintreffenden Polizeiauto davon. Halvard, der es ihr gleichtut, versteckt sich in einem Treppenhaus, wo sie erneut aufeinander treffen, und bietet der wegen einer gescheiterten Beziehung tief unglücklichen Pollux an, bei ihm zu übernachten.
In seiner Wohnung, vor der sie sich küssen, warten bereits Halvards besorgte Freunde auf ihn. Cécile, mit der Halvard in einer Beziehung lebt, begrüßt ihn mit einem Kuss. Kurz darauf ist Pollux spurlos verschwunden. Halvard schickt seine Freunde weg und wirft auch die betrunkene Cécile hinaus. Als sie am Morgen wiederkommt, schlafen sie miteinander. Halvard ist jedoch zu abgelenkt und auch nicht traurig, als ihn Cécile ohne Abschied verlässt, ist er doch fest entschlossen, Pollux wiederzufinden, in der er die Frau seines Lebens und die Mutter seiner Kinder sieht. Eine Suchanzeige in der Zeitung bleibt jedoch erfolglos. Statt Pollux ruft ihn immer wieder nur Lolotte, seine Freundin aus Kindertagen, an, die sich von Halvard, der sein Geld als Übersetzer verdient, etwas Zeit und Aufmerksamkeit erhofft.
Seit der Zeit, als er noch als Teil einer Künstlergruppe von Haus zu Haus zog, um Bilder zu verkaufen, glaubt Halvard, einen Schutzengel namens Oscar zu haben. In einer Frau an einer Metrostation glaubt er nun eine Gesandte von Oscar zu erkennen und bietet ihr Obdach an. Die Frau erweist sich jedoch als vollkommen übergeschnappt und hinterlässt einen Saustall in seiner Küche. Als es Halvard zu viel wird, setzt er sie wieder vor die Tür. Aus Frust beginnt er, sich regelmäßig zu betrinken, weshalb er immer öfter mit einem Filmriss und schließlich auch mit einer fremden Frau an seiner Seite aufwacht.
Durch Zufall trifft er auf einer Party wieder auf Pollux. Sie amüsieren sich und es kommt erneut zu einem Kuss. Doch statt Pollux findet er am nächsten Morgen die Fernsehmeteorologin Laure in seiner Dusche vor, die ebenfalls auf der Party war. Nachdem es ihm gelungen ist, Pollux’ Telefonnummer zu rekonstruieren, die er betrunken und deshalb nur undeutlich notiert hatte, ruft er sie an und verbringt den darauffolgenden Tag mit ihr. Nach einem Zoobesuch eröffnet ihm Pollux, demnächst in den Urlaub auf die Île de Groix zu fahren, was Halvard kurzzeitig verstimmt. Am nächsten Morgen – Pollux hat ihn neben sich in ihrem Bett schlafen lassen – beschließen sie, den Urlaub gemeinsam zu verbringen. In ihrem Ferienhaus auf der Île de Groix kommt es beim gemeinsamen Kochen unerwartet zum Streit. Weinend läuft Pollux davon. Halvard, der sie an den Küstenfelsen einholt, entschuldigt sich und nimmt sie in die Arme. Aneinander geklammert schlafen sie miteinander, bis Pollux ohnmächtig wird. Es folgt eine leidenschaftliche Nacht.
Zurück in Paris fährt Pollux Halvard nach Hause, ohne noch einmal mit zu ihm zu gehen. In den darauffolgenden Tagen versucht Halvard immer wieder vergeblich, sie telefonisch zu erreichen, bis er schließlich glaubt, Pollux habe einen anderen. Daraufhin stürzt er sich von einer Affäre in die nächste. Erst als er bei einer minderjährigen Jugendlichen aufwacht, setzt er seinen Eskapaden ein Ende. Er erfährt schließlich vom Tod seiner Freundin Lolotte – sie hat Suizid begangen – und trifft nach der Beerdigung auf seine Verlegerin Marthe, die ihm ihr Beileid ausdrücken möchte. Marthe bezieht sich jedoch nicht auf Lolotte, sondern auf Pollux. Wie sich herausstellt, ist Pollux bereits vor Wochen von einem Bus überfahren worden und dabei ums Leben gekommen.
Auf dem Nil, wo Halvard einen Mann und eine Frau kennengelernt hat, die ihre Ehepartner verloren, aber miteinander eine neue Liebe gefunden haben, wird Halvard klar, dass das Leben trotz Verlusten weitergeht. Mit einem Fernglas beobachtet er Touristen mit einem Kamel und sieht in Gedanken die lächelnde Pollux vor sich.

## Hintergrund

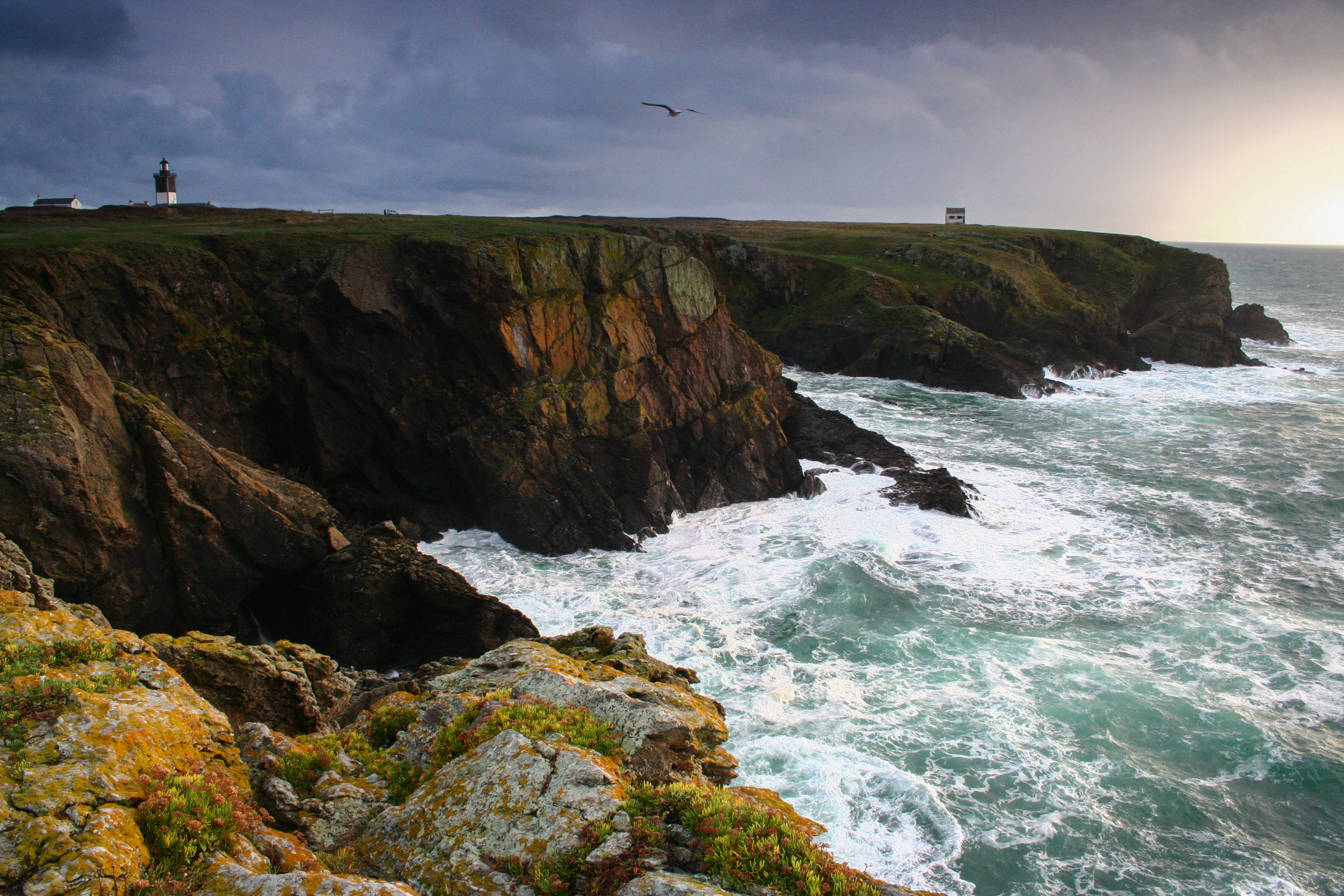
Die Küste am Phare de Pen-Men auf der Île de Groix, ein Drehort des Films

Luc Pagès, der seit 1990 vor allem als Kameramann tätig ist, inszenierte mit A+ Pollux seinen ersten Langfilm. Gedreht wurde in Paris, auf der Île de Groix im Département Morbihan und auf dem Nil in Ägypten an Bord eines 5-Sterne-Bootes der Nabila-Flotte. Als Szenenbildner kamen Nicolas Derieux und Karima Rekhamdji zum Einsatz, das Kostümbild entwarf Bethsabée Dreyfus.
Im Film sind mehrere Ausschnitte aus Dokumentarfilmen wie Chroniques de l’Afrique sauvage (1994) zu sehen, die dabei von Marc, dem Tierfilmreporter, kommentiert werden und ironisch das menschliche Verhalten mit dem wilder Tiere vergleichen. Der im Breitbildformat veröffentlichte Film wechselt in seiner Bildqualität zwischen einem klaren 35mm-Standard (Nilfahrt/Gegenwart), älteren Fernsehaufnahmen (Tierfilmausschnitte) und grobkörnigem Digital-Video-Material (Rückblenden), das wiederholt von Blenden im Step-Printing-Verfahren durchsetzt ist. Das Drehen mit DV habe es Luc Pagès ermöglicht, schnell und effizient die Lebendigkeit im Spiel seiner Darsteller und seiner Inszenierung einzufangen. Die dabei entstandenen Tonaufnahmen dienten in der Postproduktion nur als Orientierung, da alle Dialoge nachsynchronisiert und Geräusche neu aufgenommen wurden.
Neben der Filmmusik von Gérard Torikian sind im Film auch die Songs Avec Luc von Clarika und Curriculum Vitae von Jean-Jacques Nyssen sowie das Lied Pollux zu hören, das von Pagès geschrieben und im Film von Fatah Benlala auf Arabisch interpretiert wurde.
A+ Pollux, zu Deutsch „Bis bald, Pollux“, kam am 3. Juli 2002 in die französischen Kinos, wo es der Film schwer hatte, sich gegen die in diesem Sommer zahlreich angetretene Konkurrenz heimischer Produktionen zu behaupten, und lediglich etwas über 105.000 Dollar einspielte.

## Kritiken
Elodie Lepage von TéléCinéObs sah in A+ Pollux „eine Komödie, die sowohl überholt und verrückt als auch romantisch und trivial ist“. Das Ergebnis sei „lustig und berührend“. Der Charme, der von der Verbindung Gad Elmaleh/Cécile de France ausgehe, „schadet dabei auch nicht“. Alain Grasset von Le Parisien fand, dass die Tragikomödie mit ihrer „übertriebenen Romantik“ unter der Verwendung des Digital-Video-Formats „leidet“. So würden nur die beiden Hauptdarsteller übrigbleiben, „die hier ihr ganzes Können zeigen“.
Lisa Nesselson von Variety bezeichnete A+ Pollux als „unterhaltsame und bewegende Tragikomödie“, die ihren Grundton aufrechterhalte und von „viel unkonventionellem Humor“ geprägt sei. Der Film habe zudem „eine sehr schöne erzählerische Symmetrie“. Der Wechsel des unterschiedlichen Filmmaterials sei „ungewohnt, aber effektiv“. Cécile de France, die seinerzeit auch als Titelfigur in Irène und in dem Sommerhit L’auberge espagnole zu sehen war, sei „absolut hinreißend“. Erinnern würde man sich jedoch vor allem an „Elmalehs Schmachten und nuanciertes Spiel“.

## Auszeichnungen
Der Film lief beim Festival International du Film Francophone de Namur im Wettbewerb um den Bayard d’Or und konnte letztlich den Publikumspreis gewinnen.